# Jack Scalia
Jack Scalia (* 10. November 1950 in New York City; gebürtig Jack Tomaso Scalia) ist ein US-amerikanischer Schauspieler.

## Leben und Leistungen
Scalia war in seiner Zeit in der High School und auf dem College ein aktiver Sportler. In der zweiten Hälfte der 1970er Jahre war er als Model tätig, darunter für Giorgio Armani. Als Schauspieler debütierte er an der Seite von Rock Hudson und Melanie Griffith im Fernsehdrama The Star Maker aus dem Jahr 1981. Im Thriller Fear City – Manhattan 2 Uhr nachts (1984) trat er neben Tom Berenger und Melanie Griffith in einer größeren Rolle auf. In der Fernsehkomödie Crazy Weekend (1986) übernahm er die Hauptrolle.
Die Auftritte in der Fernsehserie Dallas in den Jahren 1987 bis 1991 brachten Scalia im Jahr 1989 eine Nominierung für den Soap Opera Digest Award. Für die Auftritte in der Serie All My Children in den Jahren 2001 bis 2003 wurde er 2003 für den Daytime Emmy Award nominiert. Zu seinen größeren Rollen gehören unter anderen jene im Thriller Fellows – Auf Leben und Tod (1998) mit Erika Eleniak und jene im Thriller Red Eye (2005), in dem er einen Politiker verkörpert, den ein Auftragsmörder (Cillian Murphy) töten will.
Der Schauspieler war zweimal verheiratet und ist zweimal geschieden. Er hat zwei Töchter mit der Filmproduzentin und Schauspielerin Karen Elise Baldwin.

## Filmografie (Auswahl)
- 1981: The Star Maker
- 1982: The Devlin Connection (Fernsehserie)
- 1984: Fear City – Manhattan 2 Uhr nachts (Fear City)
- 1986: Crazy Weekend (Club Med)
- 1987: Remington Steele (Fernsehserie)
- 1987: I’ll Take Manhattan (Miniserie)
- 1987–1991: Dallas (Fernsehserie)
- 1989–1990: Wolf (Fernsehserie)
- 1990: Stadt in Panik (After the Shock)
- 1992: Tequila und Bonetti (Tequila and Bonetti, Fernsehserie, zwölf Episoden)
- 1994: Terminal Force
- 1995: Pointman (Fernsehserie)
- 1996: Invasion aus dem All (Dark Breed)
- 1998: Fellows – Auf Leben und Tod (Charades)
- 1998: Die Fast – Stirb endlich! (Act of War)
- 1998: Verraten – Eine Frau auf der Flucht (Sweet Deception)
- 1998: Der Trollkönig (The Last Leprechaun)
- 1999: Wenn die Erde bebt – Wettlauf mit der Zeit (Ground Zero)
- 1999: Liebe und andere Missverständnisse (Follow your Heart)
- 2000: Tequila & Bonetti (Fernsehserie)
- 2001–2003: All My Children (Fernsehserie)
- 2002: Shattered Lies
- 2005: Red Eye
- 2006: End Game
- 2006: Honeymoon with Mom
- 2007: Nuclear Hurricane (Fernsehfilm)
- 2013: The Neighbors (Fernsehserie)
- 2014: Revolution (Fernsehserie)